# فلينت راسموسن
فلينت راسموسن (بالإنجليزية: Flint Rasmussen)‏ هو مدرس أمريكي، ولد في 25 يناير 1968 في هافري في الولايات المتحدة.